# همسران حسین بن علی
همسران حسین بن علی فهرستی از زنانی است که با حسین بن علی ازدواج دائم داشته‌اند.

## ازدواج‌های حسین
اولین ازدواج حسین با رَباب بنت اِمرَءَ الْقَیْس بود. امرء القیس در زمان عمر بن خَطّاب به مدینه آمد و از طرف عمر به رهبری قبایل قُضاعَه — که به اسلام گرویده بودند — انتخاب شد. علی مسئلهٔ ازدواج پسرانش با دختران امرء القیس را مطرح کرد و وی قبول کرد که سه تن از دخترانش را به ازدواج حسنین درآورد. اما هم حسنین و هم آن سه دختر در آن زمان، بسیار کم‌سن‌وسال بودند و به‌نظر نمی‌رسد در همان موقع ازدواجی صورت گرفته باشد. حتی ممکن است که حسن با دختری که برایش برگزیده شده بود ازدواج نکرده باشد. حسین با رباب ازدواج کرد و اقوام امرء القیس در اواخر خلافت علی گه‌گاه برای میانجی‌گری و قضاوت پیش علی می‌آمدند. رباب همسر محبوب حسین بود و با وجود اینکه سال‌ها برای حسین فرزندی نیاورده بود، احتمالاً پس از کشته شدن علی، سُکَیْنه را — که در برخی منابع آمنه، آمینه و… ذکر شده — به دنیا آورد. ابوالفرج اصفهانی در کتاب اَلاَغانی از سکینه روایت می‌کند که حسن، حسین را به‌خاطر علاقهٔ زیادش به رباب سرزنش می‌نمود، اما حسین در پاسخ سه بیت شعر در اثبات علاقه به او خواند. رباب فرزند پسری به‌نام عبدالله برای حسین به دنیا آورد که در خردسالی در کربلا کشته شد و احتمالاً حسین به‌خاطر این فرزند، کنیه اباعبدالله را دارد. برخی منابع شیعی در سال‌های بعد، این فرزند را علی‌اصغر نامیده‌اند که دانشنامهٔ ایرانیکا این مطلب را بی‌اساس می‌داند. بعد از کشته شدن حسین، گفته می‌شود که رباب یک سال بر مزار حسین عزادار بود و از ازدواج امتناع می‌کرد.

## فرزندان

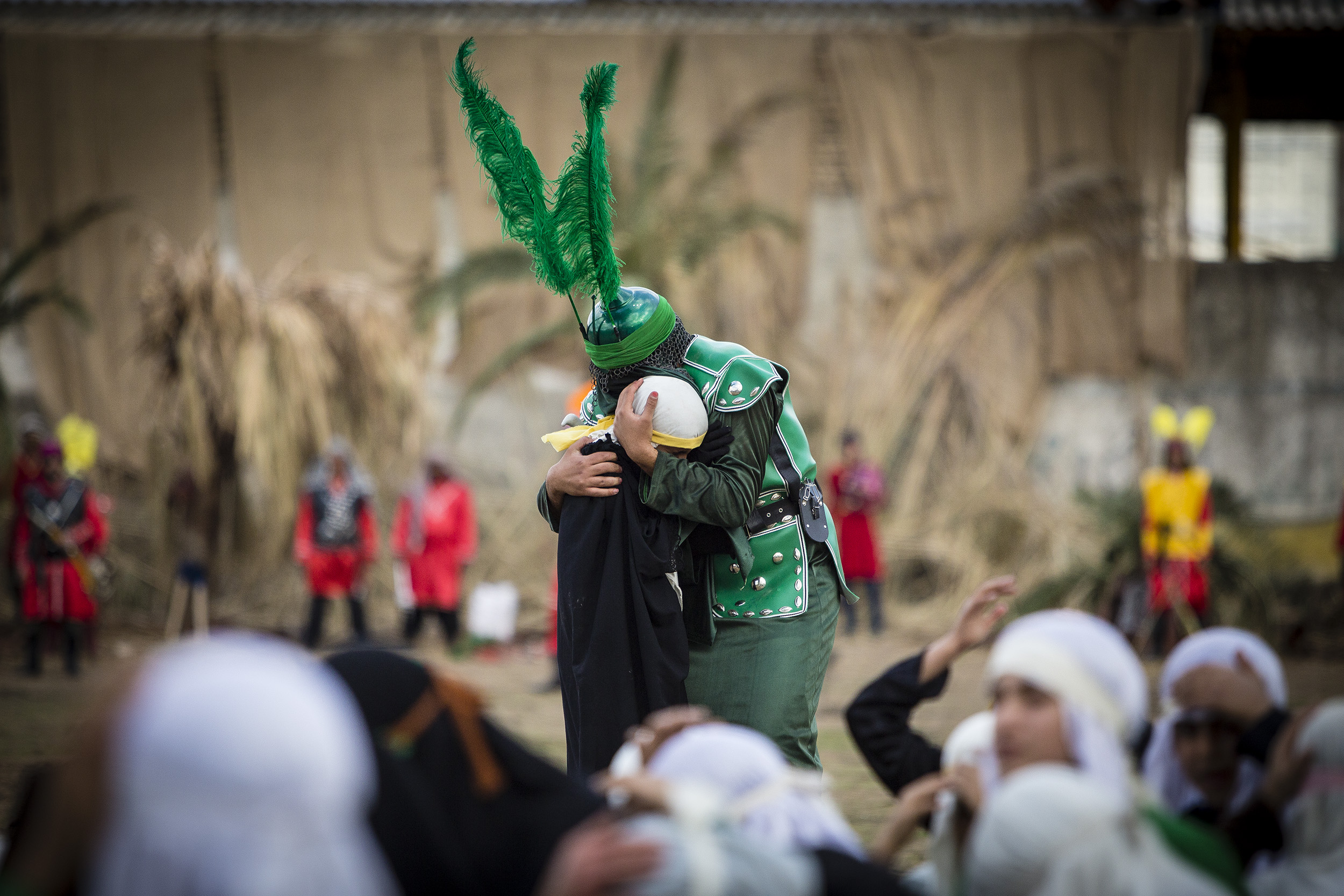
صحنه‌ای از یک نمایش تعزیه

مادلونگ می‌گوید حسین دو پسر به‌نام علی داشت که از آن دو، علی زین‌العابدین امام چهارم شیعیان، از حادثهٔ کربلا جان سالم به در برد و احتمالاً وی از دیگر پسر به نام علی، بزرگ‌تر بود و در زمان واقعهٔ کربلا، ۲۳ ساله بود؛ بنابراین باید در زمان خلافت علی به دنیا آمده باشد. مادلونگ مادر وی را کنیزی از ناحیه سِند می‌داند که بعد از کشته شدنِ حسین با یکی از غلامان حسین ازدواج کرد و پسری به نام عبدالله بن زبید را برای وی آورد. فرزندان عبدالله در یَنبُع زندگی می‌کردند. اما حاج منوچهری می‌گوید بنابر اغلب منابع و روایات، مادر سجاد، شهربانو معرفی شده‌است. به‌گزارش حاج منوچهری، در منابع نام سجاد گاهی علی اوسط و گاهی علی اصغر آمده و همین موضوع سبب شده نظرات گوناگونی دربارهٔ پسران حسین بیان شود. از سوی دیگر، در منابع روایی، میان علی اصغر و عبدالله نیز اشتباه و خلط صورت گرفته‌است. محافل شیعی معاصر با دقت در تشخیص فرزندان حسین، سجاد را علی اوسط، و علی اصغر را کودک شیرخوار در کربلا معرفی کرده‌اند؛ از میان این فرزندان، عبدالله — که از طریق یادکرد نامش در وقایع عاشورا، شناخته شده — از مادری قُضاعی و برادر تنی‌اش جعفر، فرزند دیگر حسین دانسته شده‌است. به‌گفتهٔ مادلونگ اگرچه منابع اولیهٔ اهل سنت، از زین‌العابدین با نام علی‌اصغر و از علی دوم با نام علی‌اکبر یاد می‌کنند، اما احتمالاً این حرف شیخ مفید و دیگر نویسندگان شیعی درست است که عکس این مطلب را صحیح می‌دانند. علی دوم، در سن ۱۹ سالگی در کربلا کشته شد. مادر وی لیلا، دختر اَبی‌مُرَّة بن عُرْوه ثَقَفی و مَیمونة بنت ابی‌سفیان، خواهر معاویه است. به‌گفتهٔ مادلونگ در ایرانیکا، بعد از صلح حسن با معاویه، حسین با لیلا ازدواج کرد که علی‌اکبر از او متولد شد. ابومره هم‌پیمان امویان بود. به نظر وی، این ازدواج احتمالاً برای حسین منافع مادی داشته‌است و وقوع آن نمی‌توانسته در زمان علی بوده باشد. حسین نام این فرزند را نیز علی گذاشت چرا که وی به‌خاطر والا بودنِ نسبِ عربیِ مادرش از زین‌العابدین — که از کنیزی زاده شده بود — برتر بوده‌است. معاویه در سخنی علی‌اکبر را بهترین شخص برای خلافت معرفی نمود؛ به این دلیل که به‌اعتقاد معاویه، وی شجاعت بنی‌هاشم، بخشندگی بنی‌امیه و غرور ثقفیان را یک جا جمع کرده بود.
بعد از درگذشت حسن، حسین با اُم‌ّاسحاق دختر طَلحه — صحابی مشهور محمد — ازدواج کرد و از وی صاحب دختری به‌نام فاطمه شد. مادلونگ می‌نویسد که برخلاف برخی گزارش‌ها، فاطمه باید از سکینه کوچک‌تر باشد. اما حاج‌منوچهری سکینه را، دختر کوچک و از رباب می‌داند. در زمان کشته شدن حسین، فاطمه به نامزدی حسن مُثَنّیٰ درآمده بود ولی هنوز ازدواج نکرده بود. به‌گزارش حاج منوچهری، حسین وَدایِعِ امامت را به وی سپرد و سپس او نیز آن‌ها را به برادرش، زین‌العابدین تحویل داد. به‌گفتهٔ مادلونگ، حسین با زن دیگری به نام سُلافه از قبیلهٔ بنی‌قُضاعه نیز ازدواج کرد و از وی صاحب فرزندی به نام جعفر شد که در زمان حیات حسین و در خردسالی درگذشت. جزئیات این ازدواج در دسترس نیست. برخی دیگر از منابع، از محمد، زینب و رُقَیّه نیز به عنوان فرزندان حسین نام برده‌اند که دارای اختلافات بسیاری با یکدیگر هستند.

حسن و حسین تنها نوادگان مرد پیامبر بودند که نسل‌های بعدی از آن‌ها به‌وجود آمدند. ازاین‌رو، هر شخصی که می‌گوید نسب او به پیامبر می‌رسد، یا با حسن نسبت دارد یا با حسین. حسن و حسین از این نظر با برادرخوانده‌های خود، نظیر محمدِ حَنَفیّه، هم تفاوت دارند. افزون بر امامان شیعهٔ دوازده‌امامی، همهٔ امامان اسماعیلیه نیز به‌واسطهٔ جعفر صادق، از نسل حسین بن علی هستند.

## فهرست همسران حسین بن علی
| نام                  | نام پدر          | کنیه / دیگر نام‌ها                                                                           | سال میلاد | سال ازدواج        | سال درگذشت               | قبیله                                   | فرزندان                                    | فرزندان                                        |
| نام                  | نام پدر          | کنیه / دیگر نام‌ها                                                                           | سال میلاد | سال ازدواج        | سال درگذشت               | قبیله                                   | از همسران سابق                             | از حسین بن علی                                 |
| -------------------- | ---------------- | ------------------------------------------------------------------------------------------- | --------- | ----------------- | ------------------------ | --------------------------------------- | ------------------------------------------ | ---------------------------------------------- |
| رباب                 | امرؤالقیس بن عدی | —                                                                                           | —         | در زمان حکومت عمر | ۱ سال بعد از واقعه کربلا | کلبیه                                   | —                                          | - عبدالله (علی‌اصغر) (۱۰ رجب ۶۰) - آمنه (سکینه) |
| شهربانو [مورد تردید] | یزدگرد سوم       | حرار، غزاله، شهربانویه، جهان‌بانو، جهان‌شاه، شهرناز و شاه‌زنان، سلافه، حُلوَه، خوله، بره و سلامه | —         | ۳۱–۳۵ ه.          | ۳۸ ه‍. ق                   | ایرانی                                  | —                                          | - علی (سجاد) (۵ شعبان ۳۸)                      |
| لیلا                 | ابی‌مرّه بن غروة   | —                                                                                           |           |                   |                          | ثقیف (از طرف پدر) بنی‌امیه (از طرف مادر) | —                                          | - علی (اکبر) (۱۱ شعبان ۳۶)                     |
| عاتکه                | طلحه بن عبیدالله | ام‌اسحاق                                                                                     |           |                   |                          | بنی‌تیم                                  | - حسین - طلحه - فاطمه (فرزندان حسن بن علی) | - فاطمه (۳۰)                                   |
| سلافه                | نامشخص           | ام‌جعفر                                                                                      |           |                   |                          | قضاعه                                   | —                                          | - جعفر (متوفای کودکی)                          |

## یادداشت
1. ↑  برخی منابع تاریخ ازدواج و اسارت شهربانو را در خلافت عمر دانسته‌اند که با شواهد تاریخی سازگاری ندارد. (مهدوی دامغانی، «شهربانو»، دانشنامهٔ جهان اسلام.)
2. ↑  قول مشهور آن است که شهربانو در هنگام وضع حمل سجاد، در مدینه در گذشت، اما برخی منابع به حیات او بعد از واقعه کربلا در سال ۶۱ نیز اشاره داشته‌اند. در منابعی نیز از غرق کردن خود پس از واقعه کربلا در فرات یا فرار به ری یاد شده‌است که خاستگاه موثقی ندارد. (مهدوی دامغانی، «شهربانو»، دانشنامهٔ جهان اسلام.)
3. ↑  در اینکه شهربانو دختر یزدگرد مادر سجاد بوده‌است یا اینکه زن دیگری، منابع دچار اختلاف هستند. (مهدوی دامغانی، «شهربانو»، دانشنامهٔ جهان اسلام.)